# Crassimarginatella perlucida
Crassimarginatella perlucida är en mossdjursart som först beskrevs av Arnold Girard Kluge 1914.  Crassimarginatella perlucida ingår i släktet Crassimarginatella och familjen Calloporidae. Inga underarter finns listade i Catalogue of Life.